# HAT-P-7b
HAT-P-7b (eller Kepler-2b) är en exoplanet som är positionerad 1100 ljusår från jorden i Svanen. HAT-P-7b kretsar runt sin stjärna på ett litet avstånd, vilket gör planeten väldigt varm, runt 2730 K. Den har en albedo på mindre än 0,03, vilket betyder att den reflekterar mindre än 3 procent av ljuset den får. 
HAT-P-7b kan ha vädersystem, fast de är olika dem på jorden. Vindarna på den här planeten är starka, och atmosfären tros har korund i sig. På grund av att korunds ädelstenar är rubiner och safirer, kan man säga att det regnar rubiner och safirer här.